# Jevgeņijs Borodavko
Jevgeņijs Borodavko (Riga, 4 de noviembre de 1986) es un deportista letón que compitió en judo. Ganó tres medallas de bronce en el Campeonato Europeo de Judo entre los años 2009 y 2013.

## Palmarés internacional
| Campeonato Europeo | Campeonato Europeo | Campeonato Europeo | Campeonato Europeo |
| Año                | Lugar              | Medalla            | Categoría          |
| ------------------ | ------------------ | ------------------ | ------------------ |
| 2009               | Tiflis (Georgia)   | Medalla de bronce  | –100 kg            |
| 2011               | Estambul (Turquía) | Medalla de bronce  | –100 kg            |
| 2013               | Budapest (Hungría) | Medalla de bronce  | –100 kg            |